# اجزای کتاب

ساختار کلی کتاب
۱. نوار روی جلد
۲. لب برگردان
۳. آستر بدرقه
۴. روکش جلد
۵. لب بالا
۶. لب جلو
۷. لب پایین
۸. صفحه سمت راست
۹. صفحه سمت چپ
۱۰. حاشیه عطف

هر کتاب بسته به سلیقه نویسنده، موضوع کتاب و شیوه ناشر دارای برخی از بخش‌های زیر است:
1. روکش جلد
معمولاً به صورت یکرو و رنگی چاپ می‌شود و لبه‌های آن به داخل کتاب تا می‌شود و پشت جلد قرار می‌گیرد. اغلب روی همین لبه‌ها توضیحاتی در خصوص نویسنده و خود کتاب داده می‌شود. روکش جلد معمولاً شامل بخش‌های زیر است:
  1. نوشته‌های روکش جلد
  2. لب‌برگردان جلو
  3. متن لب‌برگردان
  4. طرح جلد
  5. زندگی‌نامهٔ نویسنده
  6. لب‌برگردان عقب
  7. عطف
  8. تقریظ / نقل قول / ستایش
  9. قیمت پشت جلد
2. جلد
یک پوشش مقوایی ضخیم است که کل صفحات کتاب را دربرمی‌گیرد و از کتاب محافظت می‌کند.
3. آستربدرقه
4. صفحات آغازین کتاب
  1. صفحه عنوان کوچک
  2. صفحه عنوان
صفحه‌ای است که حاوی اطلاعات زیر است:
    1. عنوان کتاب
    2. عنوان فرعی
    3. نام مؤلف
    4. نام ناشر
    5. تاریخ انتشار

  3. فیپا (فهرست‌نویسی پیش از انتشار)
  4. شناسنامه (صفحه حقوقی)
  5. تقدیم نامه
  6. فهرست مندرجات
یک فهرست از بخش‌های کتاب به ترتیب قرارگرفتن در کتاب به‌همراه شماره صفحه مربوط است)
  7. فهرست تصاویر
  8. سپاسگزاری
  9. پیشگفتار
  10. مقدمه
5. متن کتاب
6. صفحات انتهایی کتاب
  1. پسگفتار
  2. پیوست/ ضمیمه
  3. واژه‌نامه
  4. کتابنامه